# جونوا (ویسکانسین)
جونوا، ویسکانسین  (به انگلیسی: Juneau) شهری در شهرستان دوج ایالت ویسکانسین است که در سال ۱۸۸۷ بنیان‌گذاری شده‌است. این شهر طبق سرشماری سال ۲۰۱۰ میلادی ۲٬۸۱۴ نفر جمعیت داشته‌است.